# Monumenta Vaticana res gestas Bohemicas illustrantia

Pečeť Vatikánského tajného archivu

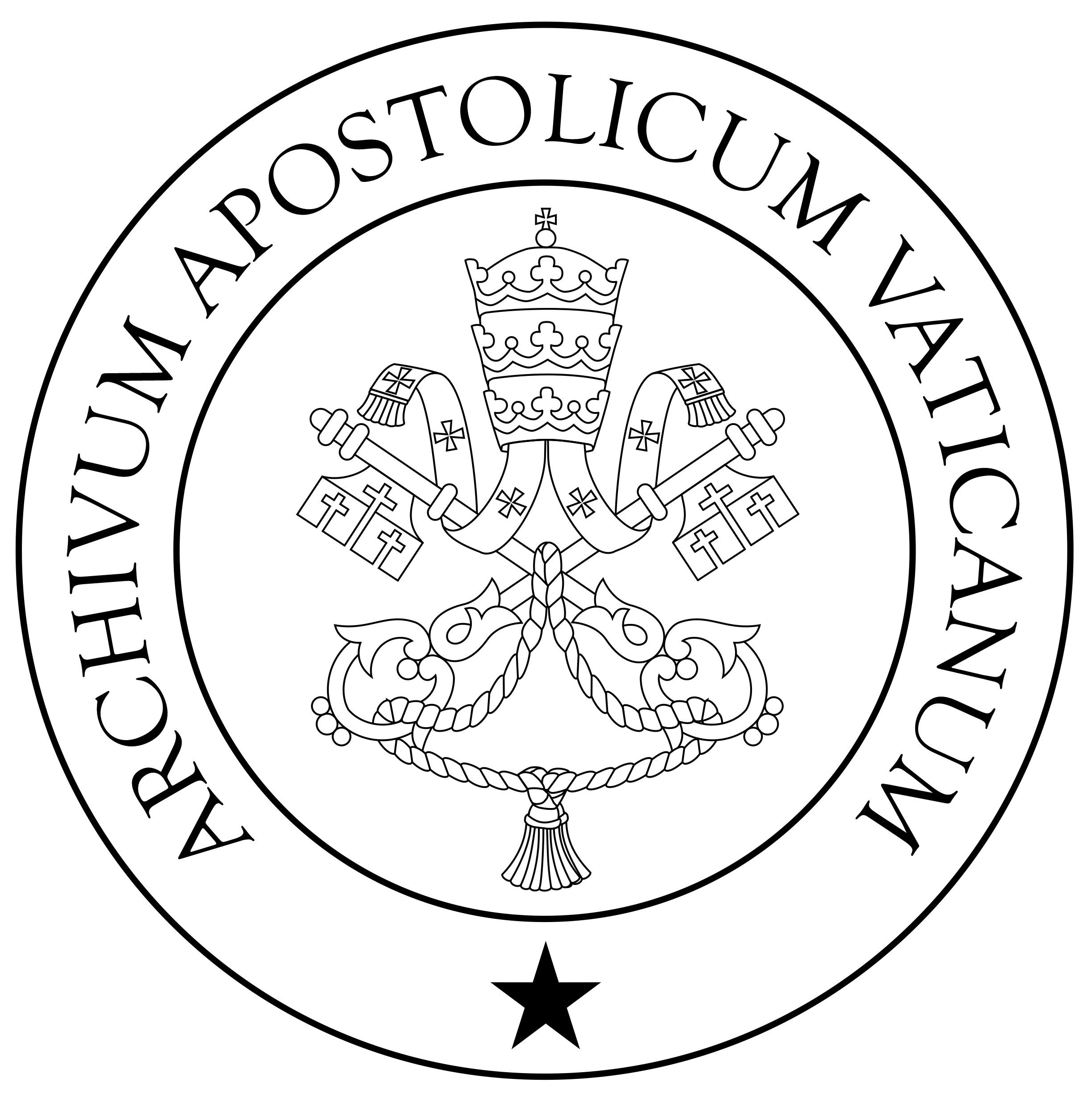
Nová verze pečeti Vatikánského apoštolského archivu (od října 2019)

Monumenta Vaticana res gestas Bohemicas illustrantia (zkráceně jen Monumenta Vaticana) je edice písemných pramenů římských i avignonských papežů a římské kurie k českým dějinám vrcholného a pozdního středověku. Jedná se o listiny a registra uložená ve Vatikánském tajném archivu.

## Historie
V roce 1894 rozhodla zemská historická komise o vydávání edice, která by zahrnovala písemnosti papežů určené pro české země od roku 1342. Na vydávání se pracovalo v rámci Rakouského historického ústavu. Výzkum přerušila první světová válka a po jejím skončení probíhal od roku 1923 v rámci nově vzniklého Československého historického ústavu v Římě. Po jeho zrušení roku 1941 přešlo vydávání na Český zemský archiv a Ústav československých a světových dějin ČSAV. V roce 1993 byl z iniciativy Jaroslava Eršila obnoven Český historický ústav v Římě, který navázal na vydávání nových svazků.
V 80. letech vycházela edice pod názvem Acta summorum pontificum res gestas Bohemicas aevi praehussitici et hussitici illustrantia.

## Obsah
Edice zahrnuje papežské písemnosti určené českým zemím, tj. Čechy, Morava, Slezsko, Horní Lužice a Chebsko, jedná se tedy v rámci církevním organizace o diecézi pražskou, litomyšlskou, olomouckou, vratislavskou a východní část míšeňské diecéze. Mezník 1342 (začátek pontifikátu Klementa VI.) byl stanoven proto, že základní materiál z předchozího období byl již publikován v RBM a CDM a roku 1344 bylo založeno pražské arcibiskupství, takže se styky s papežskou kurií zintenzívnily.
Nicméně se během doby ukázalo, že v RBM je pro dobu vlády Jana Lucemburského řada mezer. Proto bylo rozhodnuto oproti původnímu plánu vydat i pontifikáty od Klementa V., tj. období 1306–1342 (vydáno 2003), takže se časově o čtyři roky překrývá s předpokládaným posledním svazkem CDB (1310).
Plně bohemikální písemnosti jsou uveřejňovány in extenso (tj. v plném znění), zatímco písemnosti týkající se českých zemí jsou zmíněny v regestové formě.

## Vydané svazky
| Díl       | Editor                    | Vydáno         | Obsah | Období                        |
| --------- | ------------------------- | -------------- | --- | ----------------------------- |
| I         | L. Klicman                | 1903           | Klement VI.                                                                                                  | 1342–1352                     |
| II        | J. B. Novák               | 1907           | Inocenc VI.                                                                                                  | 1352–1362                     |
| III       | B. Jenšovský V. Jenšovská | 1944 1954      | Urban V. rejstříky                                                                                           | 1362–1370                     |
| IV        | K. Stloukal               | 1949 1954      | Řehoř XI. | 1370–1378                     |
| V         | K. Krofta                 | 1903 1905      | Urban VI. a Bonifác IX.                                                                                      | 1378–1396 –1404               |
| VI        | J. Eršil                  | 1980           | Inocenc VII., Řehoř XII., Alexandr V., Jan XXIII. Jan XXIII., Kostnický koncil, Klement VII., Benedikt XIII. | 1404–1417 1378–1417           |
| VII       | J. Eršil                  | 1996 1998 2000 | Martin V. jmenný a místní rejstřík                                                                           | 1417–1422 1423–1431 1417–1431 |
| Mimo řadu | Z. Hledíková              | 2003           | Klement V., Jan XXII. a Benedikt XII.                                                                        | 1305–1342                     |
| VIII      |                           | v přípravě     | Evžen IV. | 1431–1447                     |
| IX        |                           | v přípravě     | Mikuláš V.                                                                                                   | 1447–1455                     |

## Nunciatury
Vedle řady Monumenta Vaticana vznikla ve 30. letech též samostatná edice nunciatur: Epistulae et acta nuntiorum apostolicorum apud imperatorem 1592-1628, která zahrnuje písemné prameny papežských nunciů u panovnického dvora v Praze a ve Vídni.